# Auguste Lajat
Pour les articles homonymes, voir Lajat.
Auguste Marie Ligori Lajat, né à Domagné le 15 octobre 1840 et mort à Rennes le 7 juin 1910, est une personnalité politique. Il est élu maire de Rennes en 1897.

## Biographie
Auguste Lajat est un commerçant en grain et fourrage.
Le 2 août 1897 il est élu maire de Rennes, il remplace Auguste Poulin, démissionnaire.
Auguste Lajat meurt le 7 juin 1910 à Rennes à l'âge de 69 ans.